# آناهوک تورو
آناهوک تورو (به انگلیسی: Anahuac_Tauro) یک هواگرد ملخ‌پیشین تک‌موتوره از نوع سم پاش ساخت شرکت Fabrica de Aviones Anahuac است. هواگرد آناهوک تورو نخستین پروازش را در ۳ دسامبر ۱۹۶۸ میلادی انجام داد. در مجموع، تعداد ۱۲ فروند از این هواگرد ساخته شده‌است.